# Zacharias Füllsack
Zacharias Füllsack (* um 1570 in Hamburg; † 1616 in Dresden, auch Zacharias Füllsach, Fülsach und Fulsack) war ein deutscher Posaunist, Komponist und Lautenist. Er war zudem Ratsmusikant der Stadt Hamburg.

## Leben
Über das Leben von Füllsack ist nicht allzu viel bekannt. Als Geburtsort wird Hamburg angenommen, was aber keineswegs als sicher gilt. Dort soll er auch seine Ausbildung zum Posaunisten, Lautenisten und Komponisten gemacht haben. An der dortigen Ratskapelle hatte er zwischen 1600 und 1612 eine Stelle als Posaunist inne. Bis zu seinem Lebensende 1616 spielte Füllsack, der schon in seiner Jugend in sächsischen Dienste stand, die Posaune auch an der Dresdner Hofkapelle. Um 1607 wurden dem „Hamburger Lautenisten Fulsack“ Schüler zur Ausbildung zugewiesen. Er spielte des Öfteren auch am Schloss Gottorf, wo er auch den Kontakt zu Musikern aus England erhielt.

## Werk
Füllsacks Werk besteht aus zwei Tanzstücksammlungen, wovon die eine, 1607 erschienene, 24 fünfstimmige
Außerlesene Paduanen und Galliarden […] auf allery Instrumenten und die andere (von 1609) 18 dieser Tanzpaare enthält. Beide brachte er zusammen mit dem Hamburger Stadtmusikanten Christian Hildebrandt heraus, sämtliche Tänze enthalten Stimmen für Canto, Quinto, Alto, Tenore und Basso. Unter den Komponisten dieser Tänze befinden sich Melchior Borchgrevinck, William Brade, Johann Sommer, Johann Steffens, Benedict Greebe und Matthias Mercker.